# Tribunal Superior de Justicia de Cantabria
El Tribunal Superior de Justicia de Cantabria (TSJC) es el máximo órgano del poder judicial en la comunidad autónoma de Cantabria (España). Tiene su sede en Santander.

## Historia
Su antecedente más directo fueron las antiguas Audiencias Territoriales nacidas en 1812. El actual Tribunal Superior de Justicia de Cantabria fue creado en 1985 a partir del artículo 26 de la Ley Orgánica del Poder Judicial, constituyéndose el 23 de mayo de 1989.

## Competencias
El Tribunal Superior de Justicia de Cantabria es el órgano jurisdiccional en que culmina la organización judicial en la comunidad autónoma, sin perjuicio de la competencia reservada al Tribunal Supremo.

## Organización
El alto tribunal cántabro se divide en cuatro órganos:
- La Sala de Gobierno
- La Sala de lo Civil y Penal
- La Sala de lo Contencioso-Administrativo
- La Sala de lo Social

## Sede
El TSJC tiene su sede en el Complejo Judicial Las Salesas de Cantabria.

## Presidencia
El actual presidente del Tribunal Superior de Justicia de Cantabria es José Luis López del Moral Echeverría.
El Tribunal Superior de Justicia de Cantabria ha tenido los siguientes presidentes a lo largo de su historia:
| Presidentes del Tribunal Superior de Justicia de Cantabria | Presidentes del Tribunal Superior de Justicia de Cantabria | Presidentes del Tribunal Superior de Justicia de Cantabria | Presidentes del Tribunal Superior de Justicia de Cantabria |
| ---------------------------------------------------------- | ---------------------------------------------------------- | ---------------------------------------------------------- | ---------------------------------------------------------- |
| Periodo                                                    | Presidente                                                 |                                                            |                                                            |
| 1989-1997                                                  | Claudio Movilla Álvarez                                    |                                                            |                                                            |
| 1997-2004                                                  | Francisco Javier Sánchez Pego                              |                                                            |                                                            |
| 2004-2015                                                  | César Tolosa Tribiño                                       |                                                            |                                                            |
| 2015-actualmente                                           | José Luis López del Moral                                  |                                                            |                                                            |
| Fuente: Tribunal Superior de Justicia de Cantabria         |                                                            |                                                            |                                                            |